# Fear and Loathing in Las Vegas

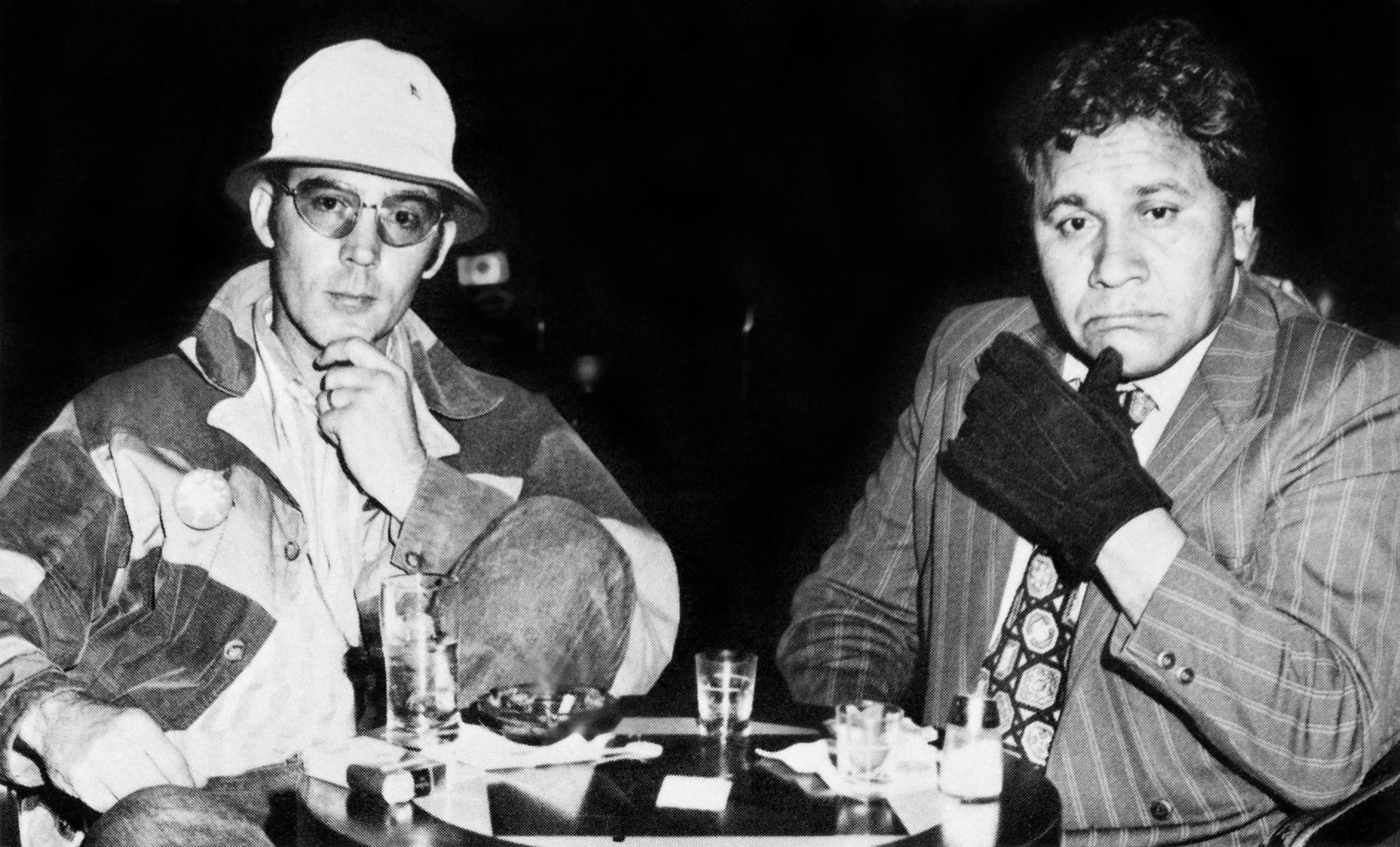
Hunter S. Thompson (links) und Oscar Zeta Acosta, 1971

Fear and Loathing in Las Vegas (deutscher Titel: Angst und Schrecken in Las Vegas; wörtlich „Angst und Abscheu in Las Vegas“) ist ein Schlüsselroman von Hunter S. Thompson, der 1971 in den USA erschienen ist. Die Handlung des Buches basiert auf zwei Reisen nach Las Vegas, die Thompson jeweils im März und April 1971 mit Oscar Zeta Acosta, im Roman „Dr. Gonzo“ genannt, unternahm.

## Inhalt
„Wir hatten zwei Beutel Gras, fünfundsiebzig Kügelchen Meskalin, fünf Löschblattbögen extrastarkes Acid, einen Salzstreuer halbvoll mit Kokain und ein ganzes Spektrum vielfarbiger Upper, Downer, Heuler, Lacher … sowie einen Liter Tequila, eine Flasche Rum, eine Kiste Bier, einen halben Liter unverdünnten Ether und zwei Dutzend Poppers. Den ganzen Kram hatten wir in der Nacht zuvor zusammengerafft, auf einer wilden Höllenfahrt durch den gesamten Los-Angeles-Bezirk; von Topanga bis Watts griffen wir uns alles, dessen wir habhaft werden konnten. Nicht, dass wir das ganze Zeug für den Trip wirklich brauchten, aber wenn man sich einmal darauf einläßt, eine ernsthafte Drogen-Sammlung anzulegen, neigt man eben dazu, extrem zu werden.“

Raoul Duke ist Sportjournalist und soll über das Off-Road-Rennen Mint 400 in der Wüste bei Las Vegas berichten. Dabei wird er von seinem skurrilen Anwalt Dr. Gonzo begleitet. Die beiden nehmen ihre Arbeit aber nur sehr am Rande wahr, wichtiger ist ihnen ihr eigener massiver Drogenkonsum, während sie den Amerikanischen Traum suchen. Die beiden steigen unter falschen Namen in Las Vegas ab (Raoul Duke ist eigentlich Hunter S. Thompson selbst, Dr. Gonzo Oscar Zeta Acosta). In der zweiten Hälfte des Romans besuchen sie in berauschtem Zustand einen Kongress von Bezirksstaatsanwälten zum Thema Drogen. Fear and Loathing in Las Vegas ist eine radikale Abrechnung mit dem „American Way of Life“ sowie der Naivität der Hippie-Generation und kann zudem als Tripbericht gelten. Der Autor zeigt Rückblicke auf das Denken der Hippies und den verzweifelten Versuch, wieder in den „besten Jahren“ seines Lebens zu leben. Der eigentliche Zweck, den die Drogen erfüllen sollen, ist der Versuch, „der harten Realität der 70er“ zu entfliehen. Dass dieser Fluchtversuch – und sein Scheitern – den wichtigsten Kerngedanken des Buches ausmacht, wird durch das Motto deutlich, welches Thompson seinem Roman voranstellt:

„Der so sich zum Tier macht, befreit sich von dem Leid, ein Mensch zu sein.“

## Verfilmung
Das Buch wurde 1998 vom ehemaligen Monty-Python-Mitglied Terry Gilliam verfilmt, ebenfalls unter dem Titel Fear and Loathing in Las Vegas. Als Hauptdarsteller spielen Benicio Del Toro als Dr. Gonzo und Johnny Depp, der ein enger Freund von Hunter S. Thompson gewesen ist, in der Rolle des Raoul Duke. Thompson selber ist kurz in zwei Cameo-Auftritten zu sehen. Er erscheint einmal im Matrix-Club in San Francisco auf einem Stuhl sitzend und einmal beim Wüstenrennen beim Schießen.
In dem Film Blast – Wo die Büffel röhren aus dem Jahr 1980 (eine Komödie über Thompson), mit Bill Murray in der Hauptrolle, wurden ebenfalls Szenen des Romans verwendet.

## Lesung
Die deutsche Übersetzung des Buches wurde 2002 von Günter Amendt, Martin Semmelrogge und Smudo eingelesen und auf einer ausgedehnten Lesetour durch Deutschland präsentiert. Es wurde eine 4-CD-Box mit den gelesenen Teilen von Kein & Aber Records veröffentlicht (die mit einer Gesamtspielzeit von 3 Stunden und 57 Minuten fast das komplette Buch umfassen), deren Cover, Labels und Innencover von Ralph Steadman illustriert wurden.